# Státní pečeť Slovenska

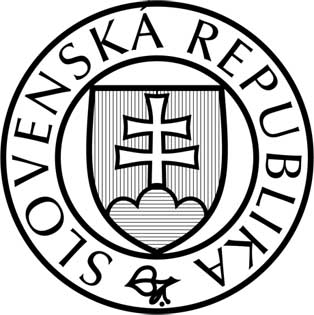
Státní pečet Slovenska

Státní pečeť Slovenské republiky (slovensky: Štátna pečať Slovenskej republiky) je podle zákona NR SR č. 63/1993 Z. z. o štátnych symboloch Slovenskej republiky a ich používaní v znení neskorších predpisov oficiálním státním symbolem Slovenské republiky.

## Popis a použití
Státní pečeť SR je kruhová, její průměr je 45 mm. Ve středu je státní znak a v mezikruží okolo něj nápis - SLOVENSKÁ REPUBLIKA. V dolní části pečeti je lipový lístek.
Pečeť se používá na originální listiny ústavy a ústavních zákonů SR, mezinárodních smluv, pověřovacích listin diplomatických zástupců a v dalších případech, je-li to obvyklé. Pečetidlo státní pečeti uchovává prezident Slovenské republiky.

### Oficiální popis

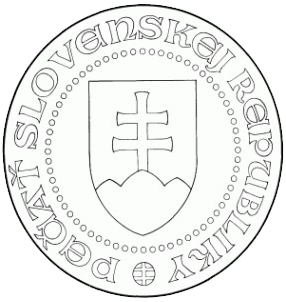
Státní pečet Slovenska (1939–1945)

Oficiální popis státní pečeti:
| „ | Štátna pečať Slovenskej republiky je okrúhla. V jej strede je vyobrazený štátny znak, pričom farby znaku sú vyznačené heraldickým šrafovaním. Okolo štátneho znaku je do kruhu umiestnený nápis (kruhopis) Slovenská republika. V dolnej časti kruhopisu štátnej pečate je lipový lístok. Priemer štátnej pečate je 45 mm. | “ |